# 삼국지: 용의 부활
《삼국지: 용의 부활》(중국어: 三國之見龍卸甲; 영어: Three Kingdoms: Resurrection of the Dragon)은 2008년 중국에서 제작된 전쟁 영화로서 중국의 삼국 시대 삼국지 연의를 배경으로 하였다. 이인항이 감독하였다.

## 줄거리
내전으로 수많은 국가로 나뉜 거대한 대륙 중국. 조자룡은 나라의 부름을 받고 입대한다. 비천한 신분으로 태어났지만 용기와 지략을 갖춘 지도자가 되어 적군으로부터 나라를 독립시키기 위해 돌진하는 조자룡. 출중한 무예와 지략, 분단된 중국을 통일하려는 야망을 지닌 조자룡의 영웅적인 행적은 전설이 된다. 하지만 왕좌는 계속 해서 바뀌고 전쟁도 계속 된다. 마지막으로 왕좌에 오른 왕은 우후죽순으로 들어서 있는 소국들을 친 뒤 평화를 달성하기로 한다. 노장이 된 조자룡은 그의 뜻을 받들어 일생 일대의 마지막 전투를 치르기 위해 진군하는데...

## 등장 인물
- 조자룡 촉나라의 장수. 장판 전투에서 아두 공자를 지켜내어 오호장군으로 봉해졌다. 72세에 노환으로 사망 한다.
- 조영 위나라(魏)군주 조조의 손녀딸로 조조의 사후 뒤를 이었다. 이후 조자룡과 중국 대륙을 통일하기 위한 싸움을 벌이게 된다.
- 나평안 조자룡의 선배로, 조자룡을 배신한다. 조영과 조자룡의 전투 때 조자룡에게 활을 건네주어 위기에서 벗어나도록 돕는다.
- 관흥은 관우의 친아들이며 조자룡과 함께 북벌을 행한다. 세 갈래로 나뉜 뒤 조조군에게 죽음을 당한다. 실제로는 병사(病死) 하였다.
- 장포는 장비의 친아들이며, 장포 역시 관흥과 운명을 함께 한다. 삼국지 연의에서 곽회와 손례를 추격하나 말이 돌에 넘어져 머리를 크게 다쳤고, 성도에서 치료를 하였으나 결국 죽었다.